# GRAPEVINE
GRAPEVINE（グレイプバイン）は、ボーカル・ギター・田中和将、ギター・西川弘剛、ドラムス・亀井亨の3人からなる日本のロックバンド。1993年に大阪府で結成。世に知られるようになった時点のレコード会社はポニーキャニオン/ROCKER ROOM。2014年からSPEEDSTAR RECORDS。公式ファンクラブは「BALLGAG」である。

## 概要
田中による文学的な歌詞、3人のメロディーメーカーによる曲、また力強いライブでファンを惹きつけるロックバンド。バンド名の由来はマーヴィン・ゲイのヒット曲"I Heard It Through The Grapevine"（邦題「悲しいうわさ」）から。直訳すると「葡萄のつる」、転じて「よくない噂」という意味も込められている。
楽曲の作詞は田中が行い、作曲はメンバー全員がそれぞれ担当するが、2006年にリリースされたシングル「FLY」以降は、バンドセッションから作られる曲も増えてきている。

## メンバー

### 現メンバー
- 田中和将（たなか かずまさ、1974年1月15日（51歳） - ）ボーカル、ギター
  - 兵庫県神戸市出身。大阪府枚方市育ち(ROCKIN'ON JAPANの2万字インタビューによると、かなり複雑な家庭環境の少年時代を送る)。O型。大阪府立守口高校卒業。
  - 作詞と一部楽曲(主にアルバム、c/w)での作曲を手がける。
  - Fender JAZZMASTER、Fender TELECASTER、Gibson SG SPECIAL、Epiphone CASINO、Gibson J-50を使用。
  - トレードマークは虹色ストラップ。FTK&Kでもボーカル、ギターを担当している。
  - 兄が持っていたRCサクセション、THE STREET SLIDERS、ゴダイゴのCDを聴いたことが、音楽にハマるキッカケとなっている。
  - 読書家であることを公言しており、作家や作品が詞のモチーフになった楽曲も多々ある。自身が好きな作家に坂口安吾や安部公房、阿佐田哲也の名を挙げている[1]。
  - 2009年から高野と共に「Permanents」名義での活動も行っている。
  - 喫煙者であり、1日に1箱半～2箱吸うとインタビューで発言している[2]。愛煙する銘柄はウィンストン[2]。
  - 影響を受けたバンドについてはThe Beatles、THE ROLLING STONESを挙げている。
- 西川弘剛（にしかわ ひろよし、1969年11月14日（55歳） - ）ギター
  - 奈良県出身。O型。桃山学院大学経済学部卒業。一部楽曲で作曲も手がけるが、3人体制になってからは作曲する機会は少なくなっている。
  - Fender TELECASTER、Gibson LES PAUL STANDARD、Fender FAT TELEを使用。
  - 愛称は、兄貴、大統領、師匠、ミスターなど。バンド結成時からのメンバーである。
  - バンド活動以外にも、高野からの誘いで小谷美紗子のライブでサポートを務めたり[1]、Coccoのバックバンドとして参加した経験がある[3]。
- 亀井亨（かめい とおる、1972年8月2日（52歳）-）ドラム
  - 大阪府出身。O型。桃山学院大学卒業。バンドのメインコンポーザーであり、多くの楽曲の作曲を手がけている。
  - FTK&KやB.F.Iでもドラムを担当している。
  - 高校時代の3年間、ラグビーをやっていた。現在でもラグビーは好きで、2019年に日本で開催されたワールドカップ期間には、日本が勝つたびに喜びのコメントを寄せていた。
  - アナログフィッシュの佐々木健太郎とは親交があり、よく酒を飲みに行く仲だという[4]。その縁からか、同バンドのアルバムのレコーディングに参加した経験がある。

### サポートメンバー
- 金戸覚（かねと さとる、1966年8月25日（58歳） - ）ベース
  - 愛媛県出身。A型。駒澤大学卒業。元WILLIES APPLE、元JOHN BRIEF。B.F.I、FTK&Kでも活動している。
  - 寺岡呼人や玉木宏、柳田久美子、門田匡陽などのライブやレコーディングにも参加している。
  - 西原休養時の2001年にライブ「Whitewood」に参加。西原脱退後の2003年のツアー以降、再びサポートとしてバンドの作品及びライブに参加。
- 高野勲（たかの いさお、1969年3月5日（56歳） - ）キーボード、ギター
  - 北海道出身。元benzo。
  - Scoobie Doや小谷美紗子、サニーデイ・サービスなどのライブでサポートメンバーを務めたことがあり、ロックバンド・Rouse Gardenのプロデューサーも担当している。
  - 金戸と同じく2001年のライブ「Whitewood」から参加。12thシングル「ナツノヒカリ」からバンドの作品にも参加している。
  - 2009年から田中と共に「Permanents」名義での活動も行っている。

- 2人は正式なメンバーでは無いものの、3人体制になってからのインタビューで田中は「意識としては今年(2003年)から（金戸、高野を含めた）5人バンドなんで」[5]、「実際にライブでもレコーディングでもずっと5人で作っているんで、ほとんどメンバーみたいな気分というか、こっちとしては、5人バンドをやっている気分」[6]と発言しており、バンドには欠かせない存在となっている。
田中は3人編成で活動する理由について、金戸と高野がミュージシャンとして他でも活動していることから、「単純にそのほうがフレキシブルだからですよ」と述べており、「特別その正式メンバーにこだわる理由がひとつもないというか。（中略）たぶんプロモーションでの見せ方ってことだと思うんですけど、ライブは事実ずっと5人でやってるわけですから」とも語っている[7]。

### 元メンバー
- 西原誠 （にしはら まこと、1969年8月21日（55歳） - ）ベース、作曲。在任中はGRAPEVINEのリーダーを務めていた。
  - 広島県出身。B型。
  - ジストニアの治療のため一時バンドを離脱し、一度は復帰したものの、再発によりベースの演奏に困難をきたす事態になった為、2002年12月1日に本人の申し出で脱退した[8][9]。
  - 5thシングル「光について」のc/w「窓」では作詞を担当している。
  - 脱退後はベースと平行し主にギタリストへと転向、THE LATERS、Dropなどのバンドや、他のバンドのプロデュース等で活動している。現在でもメンバーと交流がある。現在は「JIVES（THE JIVESとは別物）」を結成、またプロデュースしていた「ライターイチキューゼロイー」にメンバーとして加入している。

## 来歴
1993年、西原誠、西川弘剛らにより大阪で結成。同年にメンバー募集のチラシを見て参加した田中和将、翌1994年に西川の後輩である亀井亨が加入し、大阪を拠点に精力的に活動を行う。
1997年にミニアルバム『覚醒』でメジャー・デビューし、東京に進出する。
1999年に4thシングル「スロウ」でブレイク。同年にリリースされた2ndアルバム『Lifetime』はバンド最高位となるオリコン初登場3位を獲得した。
2001年、結成当時からのリーダーである西原誠が、ジストニア治療に専念するためバンドを一時離脱。同年に行われた全国ツアー「Whitewood」では、サポートメンバーに金戸覚（ベース）と高野勲（キーボード）を迎える形で行われ、以降のライブはキーボードを加えた5人編成で活動している。西原は翌2002年に復帰するが、ジストニアの症状が再発した為、同年内をもって脱退。
メジャー・デビュー以降は、2006年と2014年を除き、ほぼ毎年コンスタントにアルバムをリリースしている（2010年は「長田進withGRAPEVINE」名義でのリリース）。2012年にメジャーデビュー15周年を迎えた。
2014年、デビュー当時から在籍していたポニーキャニオンを離れ、数か月間のどこにも所属しない期間を経た後、SPEEDSTAR RECORDSへレーベル移籍することを発表。SPACE SHOWER MUSICとのマネージメント契約締結も併せて発表された。レーベル移籍後、以前はしなかったようなMVでの演技や、メディアへの積極的な露出が増えたことについて、田中は契約の時に「なんでもしますんで」という約束をしたことを挙げている。

## エピソード

### メンバー
- 田中はもともとギターで入りたかったが、セッションにて歌声を聴いた西原の推薦によりボーカル担当となる。そのため、デビュー前にボーカルの重圧に耐えかね一時失踪している(実際は西原の留守電に辞めたい旨の伝言を残し、その足でフェリーで四国に向かうがその日のうちに帰ってきた)。その後西原による再三の説得により復帰。ギター志望だっただけありギターの腕前は良く、よくライブで西川と掛け合いでギターソロをやっている。

- ライブ終わりに田中の言う「アーリガットサーン！」はイベントや配信終わりにTwitterなどでファンが言う〆の言葉にもなっている。
- 西川は雑誌のインタビューでギター選びの判断基準を聞かれた際に、コストパフォーマンスだと答えている。というのは実は冗談で、後に「楽器はひとつひとつ個性があるものだから、基準は気に入ったら買うだけなのに、なんでそんなこと聞くんかな～」とのことである。[12]
- 昔はバンド貯金をしており、そのために銀行に口座も作っていた。ちなみに、田中のCASINOはそのお金で買ってもらったものである。
- 西川は西原脱退の際に「ベースがいない音楽があってもいいじゃないか。だから残りなさいよ、君は」、「（3人になっても）続ける意味があるのかと考えたとき、自分1人になった時に僕にどんな価値があるのかなと思って。そういうのを知る意味では正直辞めてもいいかなとちょっと思ったんですよ」とコメントしている[13]。
- 田中はアルバム『Circulator』のインタビューで、メンバー2人の魅力を聞かれた際、亀井を「メロディーメーカー。多彩です。」、西川を「打率10割。天才です。」と答えている[14]。

### 楽曲
- 田中の書く歌詞はデビュー当時から「非常に奥行きがあり、深読みしていけば尽きる事がない文学性を持つ」とメディアから絶賛されているが、当の本人は「ストレートに書くと恥ずかしいからちょっと捻っているだけ」と語っている[15]。また、「読んできている本とかの影響で、あんまり歌詞を書こうと思ってない」、「歌詞というよりは感覚で捉えてくれっていう感じになってきてます」とも発言している[16]。
- デビューとしては珍しいミニアルバムという形態であったが、それは当時の主流であった8cmシングル、また流行していた12cmシングルでデビューしたくないというメンバーの天邪鬼な性格からきたものだった。その後1st・2ndシングルは8cmで発売するが、3rdシングルからは12cmになり、また1st・2ndシングルに至っては12cmで再発もされている。メンバーはこの事について、「デビュー当初、シングルは『8cmの短冊でなくては』ということにこだわっておりました」と後に理由を明かしている[17]。
- デビュー当時から現在まで、全てのメンバー（特に田中と西原）は、インタビューや著書などで、幾度となくアメリカのブルースやファンクなどの、いわゆるブラックミュージックや古典的なロック（田中曰く、「ルーツ・ロック」）からの影響を公言しており、作曲やプレイスタイル、楽曲のタイトルなどにも、それが反映されている。しかし、近年は、田中がウィルコ[18]やバトルスからの影響を公言するなど、ポスト・ロック的なアプローチや後述のセッションによる作曲も増え、より多角的なサウンドになっている。特にウィルコは、メンバー全員が好きなバンドであるという[19]。
- アルバム「退屈の花」に収録されている「1&MORE」は、矢野顕子の「ひとつだけ」にインスパイアされて書いた曲である。
- シングル「君を待つ間」は亀井が初めて作曲した曲でメンバーは当時かなりベタ褒めした。
- シングル「超える」のc/w「エレウテリア」とは、サミュエル・ベケットの戯曲のひとつで、「自由」を意味する。
- ジャムセッションで曲を作るようになったのは、スタジオを1日押さえている状況でレコーディングを終えてしまった際に、当時のプロデューサーであった長田進が言った「セッションでもしてみなよ」という言葉がキッカケになっている[20]。初めてセッションで製作された「FLY」のリリース当初は、「これまであえてやらなかった曲の作りかたなので、今後も自分たちの主流になることはないと思います（亀井）」といったコメントもあったが[21]、その後は『MISOGI EP』を除く全アルバムに一定の割合でセッションでの楽曲が収録されている。
セッションでの曲作りは、基本的にサポートメンバーの金戸と高野を含めた5人で行われているが、『真昼のストレンジランド』では3人でプリプロに入るところから製作が始まっている[22]。

### その他
- ライブDVD「GRAPEVINE tour2007 “ママとマスター”FINAL」には、副音声としてメンバーと鹿野淳によるオーディオコメンタリーが収録されているが、「たとえばお笑いDVDの副音声みたいに、くだけたものにしよう」ということでビール・焼酎・ワイン・日本酒といった酒をスタジオに持ち込んでの収録となった。
- かつてのプロデューサーである根岸孝旨と長田進は、Dr.StrangeLoveというユニットで活動している。
- MV作品のほとんどがJET（スペースシャワーTV独占MV）である（「ナツノヒカリ」「女たち」等、一部例外もある）。
- デビューが同時期であるTRICERATOPSとは交流がある[4]。
- 田中とサポートメンバーの高野は、2009年からバンドと並行して、「Permanents」名義での活動も行っている[2]。「Permanents」では、主にバンドの楽曲や洋楽のカバーをメインに演奏している[23]。
- デビュー当初の所属事務所はアロハ・プロダクションズであったが、2006年に同事務所の縮小により、ポニーキャニオン系列の事務所に移籍[24]。その後、2014年2月のレーベル契約満了に伴う形で契約解除となるものの[25]、同年5月にSPACE SHOWER MUSICへ移籍。現在に至っている。
- UNISON SQUARE GARDENのヴォーカル、斎藤宏介は彼らの大ファンであり、学生時代に楽曲を聴いてから幾度となくコピーバンドとして演奏していた。今でも20曲以上は空で演奏できるという。[26]後に斎藤が声をかけ、それが縁で現在もUNISON SQUARE GARDENと深い親交があり、お互いのライブにゲスト出演したりしている。[27]
- 2020年5月19日、アルバム『Lifetime』発売から21周年のその日に、YouTube プレミア限定でライブIN_A_LIFE_TIMEが配信され、Twitterのトレンドに入るなど、盛り上がりを見せた。

## ディスコグラフィ

### インディーズ
1. 家に帰れば（1995年12月）
そら/恋は泡/6／8/Through time/Paces
2. Hybrid Soup（1996年10月23日）
君を待つ間/SOUL FOUNDATION/恋は泡
3. TIME IS ON YOUR BACK（1996年）
TIME IS ON YOUR BACK/君を待つ間

### シングル
| CD#  | 通算 | 発売日                                | タイトル                                        | オリコン | 規格品番                                                            | 収録アルバム                                      |
| ---- | ---- | ------------------------------------- | ----------------------------------------------- | -------- | ------------------------------------------------------------------- | ------------------------------------------------- |
| 1st  | 1    | 1997年12月3日 2000年3月15日（再発盤） | そら                                            | 78位     | PCCA.01424（再発盤）                                                | 退屈の花                                          |
| 2nd  | 2    | 1998年4月1日 2000年3月15日（再発盤）  | 君を待つ間                                      | 78位     | PCCA.01425（再発盤）                                                | 退屈の花                                          |
| 3rd  | 3    | 1998年9月2日                          | 白日                                            | 50位     | PCCA.01224                                                          | Lifetime                                          |
| 4th  | 4    | 1999年1月20日                         | スロウ                                          | 24位     | PCCA.01271                                                          | Lifetime                                          |
| 5th  | 5    | 1999年4月21日                         | 光について                                      | 18位     | PCCA.01322                                                          | Lifetime                                          |
| 6th  | 6    | 1999年8月18日                         | 羽根/JIVE                                       | 20位     | PCCA.01359                                                          | Here                                              |
| 7th  | 7    | 2000年2月2日                          | Reverb                                          | 29位     | PCCA.01407                                                          | Here                                              |
| 8th  | 8    | 2000年11月1日                         | ふれていたい                                    | 20位     | PCCA.01478                                                          | Circulator                                        |
| 9th  | 9    | 2001年1月31日                         | Our Song                                        | 20位     | PCCA.01495                                                          | Circulator                                        |
| 10th | 10   | 2001年6月20日                         | discord                                         | 18位     | PCCA.01537                                                          | Circulator                                        |
| 11th | 11   | 2001年7月18日                         | 風待ち                                          | 19位     | PCCA.01556                                                          | Circulator                                        |
| 12th | 12   | 2002年6月19日                         | ナツノヒカリ                                    | 16位     | PCCA.70007                                                          | another sky                                       |
| 13th | 13   | 2002年10月17日                        | BLUE BACK                                       | 19位     | PCCA.70021                                                          | another sky                                       |
| 14th | 14   | 2003年9月3日                          | 会いにいく                                      | 19位     | PCCA.01926                                                          | イデアの水槽                                      |
| 15th | 15   | 2003年10月29日                        | ぼくらなら                                      | 23位     | PCCA.70053                                                          | イデアの水槽                                      |
| 16th | 16   | 2004年3月3日                          | BREAKTHROUGH                                    | 35位     | PCCA.70070                                                          | Chronology〜a young person's guide to Grapevine〜 |
| 17th | 17   | 2005年7月20日                         | その未来/アダバナ                               | 22位     | PCCA.70118                                                          | déraciné                                          |
| 18th | 18   | 2005年9月21日                         | 放浪フリーク                                    | 57位     | PCCA.70124                                                          | déraciné                                          |
| 19th | 19   | 2006年9月20日                         | FLY                                             | 21位     | PCCA.02324                                                          | From a smalltown                                  |
| 20th | 20   | 2007年2月7日                          | 指先/COME ON                                    | 17位     | PCCA.2383                                                           | From a smalltown                                  |
| 21st | 21   | 2007年10月24日                        | 超える                                          | 26位     | PCCA.02557                                                          | Sing                                              |
| 22nd | 22   | 2008年3月5日                          | ジュブナイル                                    | 30位     | PCCA.02603                                                          | Sing                                              |
| 23rd | 23   | 2008年5月21日                         | CORE/Wants                                      | 30位     | PCCA.02696                                                          | Sing                                              |
| 24th | 24   | 2009年5月27日                         | 疾走                                            | 23位     | PCCA.70246 PCCA.02912（初回限定盤）                                 | TWANGS                                            |
| 25th | 25   | 2010年11月17日                        | 風の歌                                          | 26位     | PCCA.70296                                                          | 真昼のストレンジランド                            |
| -    | 26   | 2013年4月10日                         | 1977 （タワーレコード限定シングル）             | 28位     | BRDA-00001                                                          | 愚かな者の語ること                                |
| 26th | 27   | 2014年11月19日                        | Empty song                                      | 32位     | VIZL-727（初回限定盤） VICL-36976（通常盤）                         | Burning tree                                      |
| -    | 28   | 2015年10月16日                        | EVIL EYE                                        | -        | 配信限定                                                            | BABEL, BABEL                                      |
| 27th | 29   | 2015年12月2日                         | EAST OF THE SUN/UNOMI                           | 23位     | VIZL-993（初回限定盤） VICL-37119（通常盤）                         | BABEL, BABEL                                      |
| -    | 30   | 2016年1月20日                         | SPF/Golden Dawn （7インチ・アナログ盤シングル） | -        | HR7S011                                                             | BABEL, BABEL                                      |
| 28th | 31   | 2017年6月7日                          | Arma                                            | 20位     | VICL-37274（20th Anniversary Limited Edition） VICL-37275（通常盤） | ROADSIDE PROPHET                                  |
| -    | 32   | 2017年8月23日                         | Chain                                           | -        | 配信限定                                                            | ROADSIDE PROPHET                                  |
| -    | 33   | 2018年11月28日                        | Alright                                         | -        | 配信限定                                                            | ALL THE LIGHT                                     |
| -    | 34   | 2018年12月26日                        | こぼれる                                        | -        | 配信限定                                                            | ALL THE LIGHT                                     |
| -    | 35   | 2021年3月17日                         | Gifted                                          | -        | 配信限定                                                            | 新しい果実                                        |
| -    | 36   | 2021年4月26日                         | ねずみ浄土                                      | -        | 配信限定                                                            | 新しい果実                                        |
| -    | 37   | 2021年5月12日                         | 目覚ましはいつも鳴りやまない                    | -        | 配信限定                                                            | 新しい果実                                        |
| -    |      | 2023年6月14日                         | Big tree song(Hiroshi Takano remix)             | -        | 配信限定                                                            | 未収録                                            |
| -    |      | 2023年6月14日                         | SPF(STUTS remix)                                | -        | 配信限定                                                            | 未収録                                            |
| -    | 38   | 2023年7月26日                         | 雀の子                                          | -        | 配信限定                                                            | Almost there                                      |
| -    | 39   | 2023年8月30日                         | Ub(You bet on it)                               | -        | 配信限定                                                            | Almost there                                      |
| -    | 40   | 2023年12月6日                         | Loss(Angels)                                    | -        | 配信限定                                                            | Almost there（アナログ盤）                        |
| -    | 41   | 2024年7月10日                         | NINJA POP CITY                                  | -        | 配信限定                                                            | あのみちから遠くはなれて                          |
| -    | 42   | 2025年1月22日                         | 天使ちゃん                                      | -        | 配信限定                                                            | あのみちから遠くはなれて                          |

### アルバム

#### オリジナル・アルバム
- 『退屈の花』から『déraciné』までのアルバムは、『From a smalltown』発売時に低価格・限定盤として再発売された。

|      | 発売日                                | タイトル                 | オリコン | 規格                      | 規格品番                                      |
| ---- | ------------------------------------- | ------------------------ | -------- | ------------------------- | --------------------------------------------- |
| 1st  | 1998年5月20日 2007年3月7日（再発盤）  | 退屈の花                 | 41位     | CD                        | PCCA.01201 PCJA.00030（アナログ盤）           |
| 2nd  | 1999年5月19日 2007年3月7日（再発盤）  | Lifetime                 | 3位      | CD                        | PCCA.01332 PCJA.00044（アナログ盤）           |
| 3rd  | 2000年3月15日 2007年3月7日（再発盤）  | Here                     | 9位      | CD                        | PCCA.01423 PCJA.00051（アナログ盤）           |
| 4th  | 2001年8月1日 2007年3月7日（再発盤）   | Circulator               | 9位      | CD                        | PCCA.01548                                    |
| 5th  | 2002年11月20日 2007年3月7日（再発盤） | another sky              | 10位     | CD                        | PCCA.01789                                    |
| 6th  | 2003年12月3日 2007年3月7日（再発盤）  | イデアの水槽             | 24位     | CD                        | PCCA.01958                                    |
| 7th  | 2005年8月24日 2007年3月7日（再発盤）  | déraciné                 | 19位     | CD                        | PCCA.02167                                    |
| 8th  | 2007年3月7日                          | From a smalltown         | 19位     | CD+DVD                    | PCCA.02396（初回盤）                          |
| 8th  | 2007年3月7日                          | From a smalltown         | 19位     | CD                        | PCCA.02397（通常盤）                          |
| 9th  | 2008年6月18日                         | Sing                     | 18位     | CD                        | PCCA.02687                                    |
| 10th | 2009年7月15日                         | TWANGS                   | 17位     | CD                        | PCCA.02957                                    |
| 11th | 2011年1月19日                         | 真昼のストレンジランド   | 7位      | CD+DVD                    | PCCA.03330                                    |
| 12th | 2013年4月24日                         | 愚かな者の語ること       | 8位      | CD+DVD                    | PCCA.03818（初回盤）                          |
| 12th | 2013年4月24日                         | 愚かな者の語ること       | 8位      | CD                        | PCCA.03819（通常盤）                          |
| 13th | 2015年1月28日                         | Burning tree             | 14位     | CD+DVD                    | VIZL-756（初回盤）                            |
| 13th | 2015年1月28日                         | Burning tree             | 14位     | CD                        | VICL-64266（通常盤）                          |
| 14th | 2016年2月3日                          | BABEL, BABEL             | 7位      | CD+DVD                    | VIZL-925（初回盤）                            |
| 14th | 2016年2月3日                          | BABEL, BABEL             | 7位      | CD                        | VICL-64502（通常盤）                          |
| 15th | 2017年9月6日                          | ROADSIDE PROPHET         | 14位     | CD+DVD                    | VIZL-1216（20th Anniversary Limited Edition） |
| 15th | 2017年9月6日                          | ROADSIDE PROPHET         | 14位     | CD                        | VICL-64820（通常盤）                          |
| 16th | 2019年2月6日                          | ALL THE LIGHT            | 10位     | CD+DVD                    | VIZL-1505（初回限定盤）                       |
| 16th | 2019年2月6日                          | ALL THE LIGHT            | 10位     | CD                        | VICL-65092（通常盤）                          |
| 17th | 2021年5月26日                         | 新しい果実               | 8位      | CD+2LIVE CD+Tシャツ       | NZS-837（スペシャルパッケージ盤）             |
| 17th | 2021年5月26日                         | 新しい果実               | 8位      | CD+2LIVE CD               | VIZL-1895（初回限定盤）                       |
| 17th | 2021年5月26日                         | 新しい果実               | 8位      | CD                        | VICL-65501（通常盤）                          |
| 18th | 2023年9月27日                         | Almost there             | 13位     | CD+STUDIO LIVE CD+Tシャツ | VOSF-12342（VICTOR ONLINE STORE限定セット）   |
| 18th | 2023年9月27日                         | Almost there             | 13位     | CD+STUDIO LIVE CD         | VIZL-2228（初回限定盤）                       |
| 18th | 2023年9月27日                         | Almost there             | 13位     | CD                        | VICL-65875（通常盤）                          |
| 18th | 2023年9月27日                         | Almost there             | 13位     | 2LP                       | NJS-786 (アナログ盤)                          |
| 19th | 2025年5月28日                         | あのみちから遠くはなれて | TBA      | CD+バックパック           | VOSF-14015（VICTOR ONLINE STORE限定セット）   |
| 19th | 2025年5月28日                         | あのみちから遠くはなれて | TBA      | CD+LIVE DVD               | VIZL-2441（初回限定盤）                       |
| 19th | 2025年5月28日                         | あのみちから遠くはなれて | TBA      | CD                        | VICL-66067（通常盤）                          |

#### ミニ・アルバム
|     | 発売日         | タイトル            | 規格品番                                    | オリコン          |
| --- | -------------- | ------------------- | ------------------------------------------- | ----------------- |
| 1st | 1997年9月19日  | 覚醒                | PCCA-01126                                  |                   |
| 2nd | 2004年11月17日 | Everyman,everywhere | PCCA-02096:初回生産限定盤 PCCA-02097:通常盤 | 27位、登場回数3回 |
| 3rd | 2012年2月15日  | MISOGI EP           | PCCA-03542:数量限定完全盤 PCCA-03543:通常盤 | 16位、登場回数4回 |

#### ベスト・アルバム
|     | 発売日        | タイトル                    | 規格品番                                    | オリコン          |
| --- | ------------- | --------------------------- | ------------------------------------------- | ----------------- |
| 1st | 2012年9月19日 | Best of GRAPEVINE 1997-2012 | PCCA-03688:初回数量限定盤 PCCA-03689:通常盤 | 24位、登場回数3回 |

#### その他
|                       | 発売日        | タイトル                                          | 規格品番                                | 備考                      |
| --------------------- | ------------- | ------------------------------------------------- | --------------------------------------- | ------------------------- |
| リミックス            | 1999年8月18日 | Divetime                                          | PCCA-01360CD PCJA-00047:LP              | アナログ盤も同時発売 37位 |
| ライブ                | 2002年2月20日 | GRAPEVINE LIVE 2001 NAKED SONGS                   | PCCA-01637:特別限定盤 PCCA-01638:通常盤 | 25位                      |
| カップリング集        | 2003年9月18日 | OUTCAST〜B-SIDES+RARERITIES〜                     | PCCA-01937                              | 32位、登場回数3回         |
| シングル集            | 2004年3月17日 | Chronology〜a young person's guide to Grapevine〜 | PCCA-01986                              | 20位、登場回数5回         |
|                       | 2007年9月19日 | 覚醒〜10th Anniversary Special Package〜          | PCCA-02558                              | 80位                      |
| ライブ                | 2009年9月23日 | Live Session EP                                   |                                         | iTunes限定                |
| ミニ                  | 2009年9月23日 | Digital Hits vol.1                                |                                         | iTunes限定                |
| 初期音源ミニ          | 2009年9月23日 | Good Vintage 1998-1999                            |                                         | iTunes限定                |
| 長田進 with GRAPEVINE | 2010年6月16日 | MALPASO                                           | PCCA-03177                              |                           |

### 映像作品
|                  | 発売日                     | タイトル                                                  | 規格品番                        | オリコン  |
| ---------------- | -------------------------- | --------------------------------------------------------- | ------------------------------- | --------- |
| ビデオクリップ集 | 1999年5月19日 2002年9月4日 | 7 CLIPS                                                   | PCVP-52593:VHS PCBP-50598:DVD   |           |
| ライブフィルム   | 2002年6月19日 2002年9月4日 | GRAPEVINE LIVE 2001 NAKED FILM                            | PCVP-53108:VHS PCBP-50576:DVD   | 26位      |
| ビデオクリップ集 | 2002年9月4日               | 10 CLIPS                                                  | PCVP-53120:VHS PCBP-50599:DVD   | 33位      |
| ビデオクリップ集 | 2005年9月21日              | 7CLIPS+MORE                                               | PCBP-51533:DVD                  | 80位      |
| ライブフィルム   | 2006年4月5日               | sweet home adabana 2005                                   | PCBP-51658:DVD                  | 46位      |
| ライブフィルム   | 2007年8月8日               | GRAPEVINE tour2007 “ママとマスター”FINAL                  | PCBP-51903:DVD                  | 23位      |
| ビデオクリップ集 | 2008年9月3日               | 8CLIPS 2005-2008                                          | PCBP-51694:DVD                  | 59位      |
| ライブフィルム   | 2011年8月17日              | GRAPEVINE tour 2011「真昼のストレンジランド」             | PCBP-52076:DVD                  | 17位      |
| ライブフィルム   | 2015年1月28日              | IN A LIFETIME                                             | VIZL-768:Blu-ray VIZL-769:DVD   | 26位 24位 |
| ライブフィルム   | 2021年11月24日             | LIVE AT HIBIYA PARK                                       | VIXL-360:Blu-ray VIBL-1039:DVD  | 16位      |
| ライブフィルム   | 2022年12月21日             | in a lifetime presents another sky                        | VIZL-2136:Blu-ray VIZL-2137:DVD | TBA       |
| ライブフィルム   | 2024年9月25日              | Almost There Tour extra show at Zepp DiverCity 2024.03.28 | VIXL-462:Blu-ray VIBL-1150:DVD  | TBA       |

### 参加作品
- Mellowhead ミニアルバム『ラハイナ』（2002年5月24日）
  - 「ラハイナ-southbound mix-」
- TSUTCHIE（SHAKKAZOMBIE） アルバム『THANKS FOR LISTENING』（2002年12月26日）
  - 「LAZZ(featuring 渡辺俊美」（亀井・ウィンドチャイム参加）
- ジョージ・ハリスン追悼トリビュート・アルバム『Gentle Guitar Dreams』（2002年5月29日）
  - 「THE LIGHT THAT HAS LIGHTED THE WORLD」（田中&亀井）
- コンピレーションアルバム『aloha all cast presents[12 smile＆pray]あろは』収録（2002年10月9日）
  - 「青い魚」
- ザ・コレクターズトリビュート・アルバム『BEAT OFFENDERS A TRIBUTE TO THE COLLECTORS』（2002年10月23日）
  - 「TEENAGE FRANKENSTEIN」（FT2K'S－現FTK&K）
- Mellowhead アルバム『Mellowhead』（2003年4月16日）
  - 「ラハイナ２-southbound mix-」
- コンピレーションアルバム『802HAVYROTATIONS J-HITS COMPLATE 96-99』
  - 「白日」
- スキマスイッチ シングル「全力少年」（2005年4月20日）
  - 「さみしくとも明日を待つ」（バックバンドとして参加）
- つじあやの シングル「Shiny Day/愛の真夏」（2005年6月22日）
  - 「Shiny Day」（バックバンド、コーラスとして参加）
- UNICORN トリビュート・アルバム『ユニコーン・トリビュート』（2007年10月24日）
  - 「ニッポンへ行くの巻」
- 柳田久美子 マキシ･シングル『あなたと私』（2007年9月26日）
  - 「レモン色の世界」(西川･ギター参加)
- The Ma'am ミニアルバム『Always』（2007年9月11日）
  - 「ハートエイクAZ　with田中和将」
- アナログフィッシュ アルバム『Fish My Life』（亀井・ドラム参加）
- 『ソラニン songbook』（2010年4月21日）
  - 「風待ち」
- 寺岡呼人 アルバム『独立猿人』（2010年10月20日）
  - 「病気になる天才」（西川・ギター参加）
- セカイイチ アルバム『and10 (2003〜2013)』（2013年2月6日）
  - 「あかり」（田中・ボーカル参加）
- スキマスイッチ アルバム『re:Action』（2017年2月15日）
  - 「ユリーカ produced by GRAPEVINE」（プロデュース・演奏・コーラスとして参加）
- TRICERATOPS トリビュート・アルバム『TRIBUTE TO TRICERATOPS』（2020年12月30日）
  - 「2020」

### 書籍
- 『書生・田中和将の“とんと、ご無沙汰。”』（田中和将）
- 『田中牛乳』（田中和将）
- 『「ママとマスター」インタビューブック』（ツアー会場・タワーレコード通信販売のみ）
- 『愚かな者たちの語ること』（「GRAPEVINE tour2013」ツアーパンフレット、会場販売）
- 『IN A LIFETIME』（「IN A LIFETIME」ツアーパンフレット、会場販売）

## ミュージックビデオ
| 監督           | 曲名 |
| 淡島ダイサク   | 「FLY from LIVE DVD「GRAPEVINE tour 2007"ママとマスター"FINAL」」 |
| ANDERS EDSTROM | 「放浪フリーク」 |
| ウスイヒロシ   | 「Everyman,everywhere」「指先」 |
| 大沢昌史       | 「lamb from DVD「sweet home adabana2005」」「真昼の子供たち」 |
| 大関泰幸       | 「1977」「MISOGI」「RAKUEN」「Silverado from DVD「GRAPEVINE tour 2011「真昼のストレンジランド」」「真昼の子供たち from DVD「GRAPEVINE tour 2011「真昼のストレンジランド」」「風の歌」 |
| 大根仁         | 「アダバナ」「アダバナ (30minutes ver.)」 |
| 小澤正彦       | 「ミスフライハイ」 |
| 柿本ケンサク   | 「EAST OF THE SUN」 |
| 川村賢輔       | 「Reverb」 |
| 志賀匠         | 「FLY」「Gifted」「目覚ましはいつも鳴りやまない」「ねずみ浄土」「雀の子」「Ub(You bet on it)」「停電の夜」                                                                            |
| 島田大介       | 「ジュブナイル」「超える」 |
| 清水康彦       | 「その未来」 |
| 須永秀明       | 「B.D.S.(LIVE VERSION)」「Our Song」「Wants」「discord」「here」「いけすかない」「ふれていたい」「スロウ」「羽根」「君を待つ間」「光について」「白日」「風待ち」                      |
| 谷篤           | 「疾走」 |
| 塚田康弘       | 「BREAKTHROUGH」 |
| 野田真也       | 「CORE」 |
| 早坂直哉       | 「女たち」 |
| Higuchinsky    | 「そら」「覚醒」 |
| フカツマサカズ | 「すべてのありふれた光」「EVIL EYE」 |
| 村本天志       | 「会いにいく」「会いにいく (メンバーなしVer.)」 |
| 山口保幸       | 「BLUE BACK」「ドリフト160(改)」「ナツノヒカリ」 |
| 八若道洋       | 「ぼくらなら」 |
| ZUMI           | 「Empty song」 |
| 不明           | 「SING」「Alright」「こぼれる」 |

## タイアップ一覧
| 使用年 | 曲名                       | タイアップ                                                                     |
| ------ | -------------------------- | ------------------------------------------------------------------------------ |
| 1997年 | そら                       | TBS系『BLITZ INDEX』1997年12月度オープニングテーマ                             |
| 1998年 | 君を待つ間                 | TBS系『COUNT DOWN TV』1998年4月度エンディングテーマ                            |
| 1998年 | 白日                       | NHK-FM『ミュージック・スクエア』1998年8・9月度オープニングテーマ               |
| 1999年 | スロウ                     | テレビ朝日系『リングの魂』エンディングテーマ                                   |
| 1999年 | スロウ                     | テレビ東京系『JAPAN COUNTDOWN』オープニングテーマ                              |
| 1999年 | 光について                 | TBS系『新ウンナンの気分は上々。』エンディングテーマ                            |
| 1999年 | 光について                 | NHK総合『てれごじ。』エンディングテーマ                                        |
| 1999年 | いけすかない               | フジテレビ系『プロモマニア』エンディングテーマ                                 |
| 1999年 | 羽根                       | NHK-BS2『新・真夜中の王国』オープニングテーマ                                  |
| 2000年 | ダイヤグラム               | テレビ朝日系『AFCアジアカップ2000』テーマソング                                |
| 2001年 | discord                    | WOWOW『コパ・アメリカ2001 サッカー南米選手権』テーマソング                     |
| 2001年 | 風待ち                     | 九州朝日放送『ドォーモ』エンディングテーマ                                     |
| 2001年 | （All the young）Yellow    | ダンロップ「デジタイヤ」CMソング                                               |
| 2002年 | ナツノヒカリ               | TBS系『王様のブランチ』2002年6・7月度エンディングテーマ                        |
| 2002年 | BLUE BACK                  | テレビ朝日系『さまぁ〜ずと優香の怪しい××貸しちゃうのかよ!!』エンディングテーマ |
| 2003年 | 会いにいく                 | 日本テレビ系『TVおじゃマンボウ』エンディングテーマ                             |
| 2003年 | ぼくらなら                 | 日本テレビ系『AX MUSIC-TV』AX POWER PLAY #043テーマソング                      |
| 2004年 | Metamorphose               | TBS系『格闘王』エンディングテーマ                                              |
| 2005年 | アダバナ                   | テレビ東京系 深夜ドラマ『30minutes鬼』エンディングテーマ                       |
| 2006年 | Gotta Pull Myself Together | サントリー「カロリ。」CMソング                                                 |
| 2007年 | 指先                       | 日本テレビ系『いただきマッスル!』2007年3月度エンディングテーマ                 |
| 2007年 | COME ON                    | 韓国映画『フライ・ダディ』イメージソング                                       |
| 2007年 | 超える                     | TBS系『神さまぁ〜ず』2007年9・10月エンディングテーマ                           |
| 2008年 | CORE                       | 日本テレビ系『音燃え!』2008年度5月度エンディングテーマ                         |
| 2008年 | Wants                      | AT-Xアニメ『無限の住人』エンディングテーマ                                     |
| 2008年 | Sing                       | 映画『むずかしい恋』主題歌                                                     |

## ヘヴィー・ローテーション/パワープレイ

### テレビ
| 放送年 | 曲名 | ヘヴィー・ローテーション/パワープレイ                   |
| ------ | ---- | ------------------------------------------------------- |
| 1997年 | 覚醒 | スペースシャワーTV 1997年9月度POWER PUSH!               |
| 2016年 | SPF  | IBC岩手放送『ミッドナイトシャッフル』エンディングテーマ |

### ラジオ
| 放送年 | 曲名       | ラジオヘヴィー・ローテーション/パワープレイ                  |
| ------ | ---------- | ------------------------------------------------------------ |
| 1998年 | 白日       | FM802 1998年9月度ヘヴィー・ローテーション                    |
| 1999年 | 光について | FM NACK5『JAPANESE DREAM』1999年4月度 歴代JDグランプリ受賞曲 |
| 1999年 | 光について | NORTH WAVE 1999年5月度POWER PLAY                             |
| 2014年 | Empty song | Inter FM「Hot Picks」                                        |
| 2017年 | Arma       | FMヨコハマ『Tresen』エンディングテーマ                       |

## メディア出演

### テレビ
- J-POP a（エース）民生がCHARAが飲んで歌って90分（1999年2月26日、NHK）[32]